# Stávros Arnaoutákis
Stávros Arnaoutákis (en grec moderne : Σταύρος Αρναουτάκης), né le 25 mai 1956 à Archánes (Grèce), est un économiste et homme politique grec. Il est gouverneur régional de la Crète depuis le 1er janvier 2011.